# 施南道宣慰司
施南道宣慰司，元朝至正二年（1342年）改沿边溪洞招讨司置，治所在今湖北省宣恩县。十七年，明玉珍改为施南宣抚司。明朝洪武四年（1371年）复改为宣慰司。属施州卫。永乐三年（1405年）改为施南长官司。